# 주팔레스타인 대한민국 대표사무소
주팔레스타인 대한민국 대표사무소(아랍어: مكتب ممثلية جمهورية كوريا لدى فلسطين)은 팔레스타인 라말라에 위치하고 있는 대한민국 대표사무소이다. 이 공관은 대한민국과 팔레스타인 간의 관계 증진을 위한 인사 교류, 경제·통상, 문화·학술 교류를 포함한 업무, 팔레스타인 국민의 대한민국 방문을 위한 사증 발급 지원과 같은 영사 업무를 수행하고 있다. 《외교부와 그 소속기관 직제》에 따른 정식 재외공관은 아니지만 관행적으로 인정된다. 다만 대만에 위치한 주타이베이 대한민국 대표부와는 달리 영사 및 재외 국민 보호 업무는 관할하지 않으며 주이스라엘 대한민국 대사관에서 해당 업무를 담당한다.

## 연혁
- 2005년 11월: 주이스라엘 대한민국 대사관 산하 대표사무소로 개설 (이스라엘 텔아비브 소재)
- 2014년 10월: 팔레스타인 라말라로 이전하고 상주 대표사무소로 개편

## 같이 보기
- 대한민국-팔레스타인 관계
- 대한민국의 재외공관 목록